# Grootvin-gratenvis
De Grootvin-gratenvis (Nemoossis belloci) is een straalvinnige vis uit de familie van gratenvissen (Albulidae) en behoort derhalve tot de orde van gratenvisachtigen (Albuliformes). De vis kan een lengte bereiken van 40 cm. 

## Leefomgeving
Nemoossis belloci is een zoutwatervis. De vis prefereert een diepwaterklimaat en leeft hoofdzakelijk in de Atlantische Oceaan. De diepteverspreiding is 20 tot 500 m onder het wateroppervlak. 

## Relatie tot de mens
Nemoossis belloci is voor de visserij van beperkt commercieel belang. In de hengelsport wordt er weinig op de vis gejaagd. 
Voor de mens is Nemoossis belloci ongevaarlijk.